# Basket Range
Basket Range är en ort i Australien. Den ligger i kommunen Adelaide Hills och delstaten South Australia, omkring 15 kilometer öster om delstatshuvudstaden Adelaide. Antalet invånare är 533.
Runt Basket Range är det ganska glesbefolkat, med 36 invånare per kvadratkilometer.. Närmaste större samhälle är Adelaide, omkring 15 kilometer väster om Basket Range. 
I omgivningarna runt Basket Range växer huvudsakligen savannskog. Genomsnittlig årsnederbörd är 593 millimeter. Den regnigaste månaden är juli, med i genomsnitt 95 mm nederbörd, och den torraste är december, med 13 mm nederbörd.